# Virpazar
Virpazar (cyr. Вирпазар) – miasto w Czarnogórze, w gminie Bar. W 2011 roku liczyło 282 mieszkańców.
W pobliżu miejscowości znajduje się XV-wieczny klasztor prawosławny Donji Brčeli.